# Al caffè
Al caffè è un dipinto di Alessandro Milesi. Eseguito intorno al 1890 con la tecnica dell'olio su tela, è oggi esposto presso la Galleria d'Arte Moderna di Genova. L'opera vinse la medaglia d'oro all'Esposizione Universale di Boston.

## Descrizione
Il dipinto mostra un'elegante dama seduta a uno dei tavoli in una caffetteria di Venezia, da sola: con l'avvento della Belle Epoque, è finalmente possibile assistere all'affermarsi dell'emancipazione femminile nei locali pubblici. L'effigiata, che indossa un abito lungo e nero e un copricapo dello stesso colore con tanto di veletta, consuma tranquillamente il suo caffè dopo aver interrotto la lettura del giornale da lei sfogliato, la Gazzetta di Venezia. La città lagunare è ben riconoscibile sullo sfondo.